# Lac de Bastani
Le lac de Bastani situé au pied de la Punta Bacinello, face au Monte Renoso (2 352 m), est l'un des lacs les plus hauts de Corse (2 092 m). Il est dans le bassin versant du fleuve Fiumorbo.Il a une surface de 4.2 ha, pour une longueur d'environ  310 m et une largeur de 180 m. 

## Géographie
Le lac de Bastani est situé à l'est du Monte Renoso et de la Punta Bacinello (2 247 m) sur la commune de Ghisoni dans le département de la Haute-Corse.
Il se trouve dans le Fium'Orbu, un « territoire de vie » du parc naturel régional de Corse et est situé à moins de 500 mètres au nord du Monte Renoso ainsi qu'à moins d'un kilomètre au nord-ouest du lac de Nielluccio.

Vue du lac de Bastiani

## Hydrographie
Le lac de Bastani, comme son voisin le lac de Nielluccio, a pour émissaire le ruisseau de Casso qui se jette dans le fleuve Fiumorbo.

## Écologie
Le lac de Bastiani fait partie d'une zone naturelle d'intérêt écologique, faunistique et floristique de deuxième génération nommée ZNIEFF940004171 Cirques et lacs glaciaires du Monte Renoso. Cette ZNIEFF d'une superficie de 2 018 Ha, s'étend sur les communes de Bastelica, Bocognano et Ghisoni, à une altitude variant entre 1 600 m et 2 352 m. 